# Bennie Dekker
Bennie Dekker (Ermelo, 6 maart 1967) is een Nederlands voormalig voetballer en huidig ondernemer.
Dekker begon bij DVS '33 en kwam op zestienjarige leeftijd bij PEC Zwolle. Hij brak niet door en ging voor DVS '33 in de hoofdklasse spelen. In 1992 kwam de aanvaller bij N.E.C. waarmee hij naar de Eredivisie promoveerde en de bekerfinale haalde. Hij ging naar AZ waar hij door blessures en een moeizame relatie met trainer Theo Vonk niet veel speelde. Ook twee seizoenen bij De Graafschap stonden vooral in het teken van blessures. Dekker speelde nog een seizoen voor SV Spakenburg waarna hij zijn loopbaan besloot.
Na het voetbal begon hij een kledingwinkel en ging zich later specialiseren in kinderkleding. Dekker begon ook een eigen label Vingino, eerst alleen voor kinderkleding maar later ook jeans, waarmee zijn bedrijf internationaal groeide. In 2011 had hij 50 medewerkers en een miljoenenomzet. Dekker noemde het bedrijf naar zijn zoon Vince Gino Dekker die ook voetballer is.